# Fiora
De Fiora is een rivier in het zuiden van Toscane en het noorden van Lazio.
Ten tijde van de Romeinen werd de rivier Armenta of Armine genoemd. De rivier ontspringt in Toscane, in Santa Fiora op de zuidwestelijke helling van Monte Amiata, een uitgedoofde vulkaan. De bron bevindt zich in de wijk Montecatino nabij de kerk van Onze-Lieve-Vrouw ter Sneeuw, waar deze een visvijver voedt. Vervolgens stroomt de rivier door de gemeentes Castell'Azzara, Semproniano, Sorano, Manciano en Pitigliano. De rivier vormt hier een aantal kilometers de grens tussen Toscane en Lazio, waarna deze door de gemeentes Ischia di Castro en Canino stroomt. Bij Canino vormt de rivier opnieuw de grens tussen Toscane en Lazio, waarna deze door de verlaten Etruskische stad Vulci onder de Ponte dell'Abbadia naar Montalto di Castro stroomt, waar de Fiora in de Tyrreense Zee stroomt.